# Grace/Ride the Storm
«Grace/Ride The Storm» es el cuarto sencillo publicado por Simon Webbe para su disco "Grace", siendo este el tercer sencillo que publica de este disco en el Reino Unido e Irlanda.

## Sencillo
El sencillo fue publicado el 18 de junio de 2007 sólo en el Reino Unido e Irlanda. El sencillo "Ride The Storm" figurará como banda sonora de la segunda parte de la película "Los 4 Fantásticos".
Simon grabó un videoclip para cada tema, siendo el tema principal "Ride The Storm", dado que es uno de los temas principales de la banda sonora de la película de los 4 Fantásticos.
El sencillo está teniendo no mucho éxito, debutando simplemente en el #36 en Reino Unido, a pesar de que en los Midweeks Charts el sencillo estaba dentro del Top 20 Británico. En Irlanda, el sencillo debutó en un pésimo #49.
EMI había pensado en publicar el sencillo a nivel internacional, pero debido al fracaso del sencillo en el Reino Unido, y de las pocas ventas que tuvo el disco en todo el mundo, decidieron cancelar la salida del sencillo en todo el mundo, a excepción de Asia, debido a que está realizando una gira. Por lo tanto, sólo "Coming Around Again" fue el primer y único sencillo publicado internacionalmente.

## Canciones
CD 1
1. «Grace»
2. «Ride The Storm»

CD 2 - Asia CD-Single
1. «Ride The Storm» [Radio Edit]
2. «Take Your Time»
3. «Grace»
4. «When You Were Young»

## Posiciones en las listas
| Singles Chart (2007)         | Posición |
| ---------------------------- | -------- |
| UK Top 75 Singles Chart      | 36       |
| UK R&B Singles Chart         | 8        |
| Ireland Singles Chart        | 49       |
| China Top 100 Singles        | 63       |
| Israel Singles Chart         | 75       |
| Japan ORICON Top 100 Singles | 93       |
| Singapore Top 50 Singles     | 54       |
| Indonesian Top 20 Singles    | 61       |
| Tailandia Top 20 Singles     | 44       |
| Filipinas Top 20 Singles     | 78       |
| Malaysia Top 20 Singles      | 94       |

- Datos: Q5590958